# Bloody Wolf
Bloody Wolf (ならず者戦闘部隊ブラッディウルフ, Narazumo no Sentō Butai Bloody Wolf, au Japon), aussi appelé Battle Rangers en Europe, est un jeu vidéo d'action développé par Data East, sorti en 1988 sur borne d'arcade. Le jeu a été adapté sur PC Engine en 1989.
Il s'agit d'un run and gun en vue de dessus et à scrolling multidirectionnel. Le joueur incarne un commando chargé d'aller secourir des alliés retenus en otage.

## Système de jeu
Le joueur peut récupérer des objets trouvés dans des caisses ou remis par les otages (clés, alimentation, trousse de secours, nageoires, combinaison pare-balles, etc). Il est aussi possible d'utiliser quelques véhicules comme des motos.
Le jeu d'arcade est jouable à deux en simultané, ce qui n'est pas le cas de la version PC Engine.

## Réédition
La version PC Engine a été réédité sur Wii en 2007.

## Accueil
| Bloody Wolf     |      |       |
| Média           | Nat. | Notes |
| Dragon Magazine | US   | 3.5/5 |